# Tespe
Tespe é um município da Alemanha localizado no distrito de Harburg, estado da Baixa Saxônia.
Pertence ao Samtgemeinde de Elbmarsch.